# Schaalsee
Jezioro Schaalsee – jezioro położone na granicy niemieckich landów Szlezwik-Holsztyn i Meklemburgia-Pomorze Przednie.
W roku 2000 jezioro to wraz z przyległymi obszarami łącznej powierzchni 309 km² zostało ogłoszone rezerwatem biosfery.
Podczas II wojny światowej ukryty został tam ówczesny największy samolot transportowy świata Bv 238 V1, który przetrwał tam zimę pomiędzy 1944/1945, lecz potem został wykryty i zniszczony przez aliantów 23 kwietnia 1945 roku.

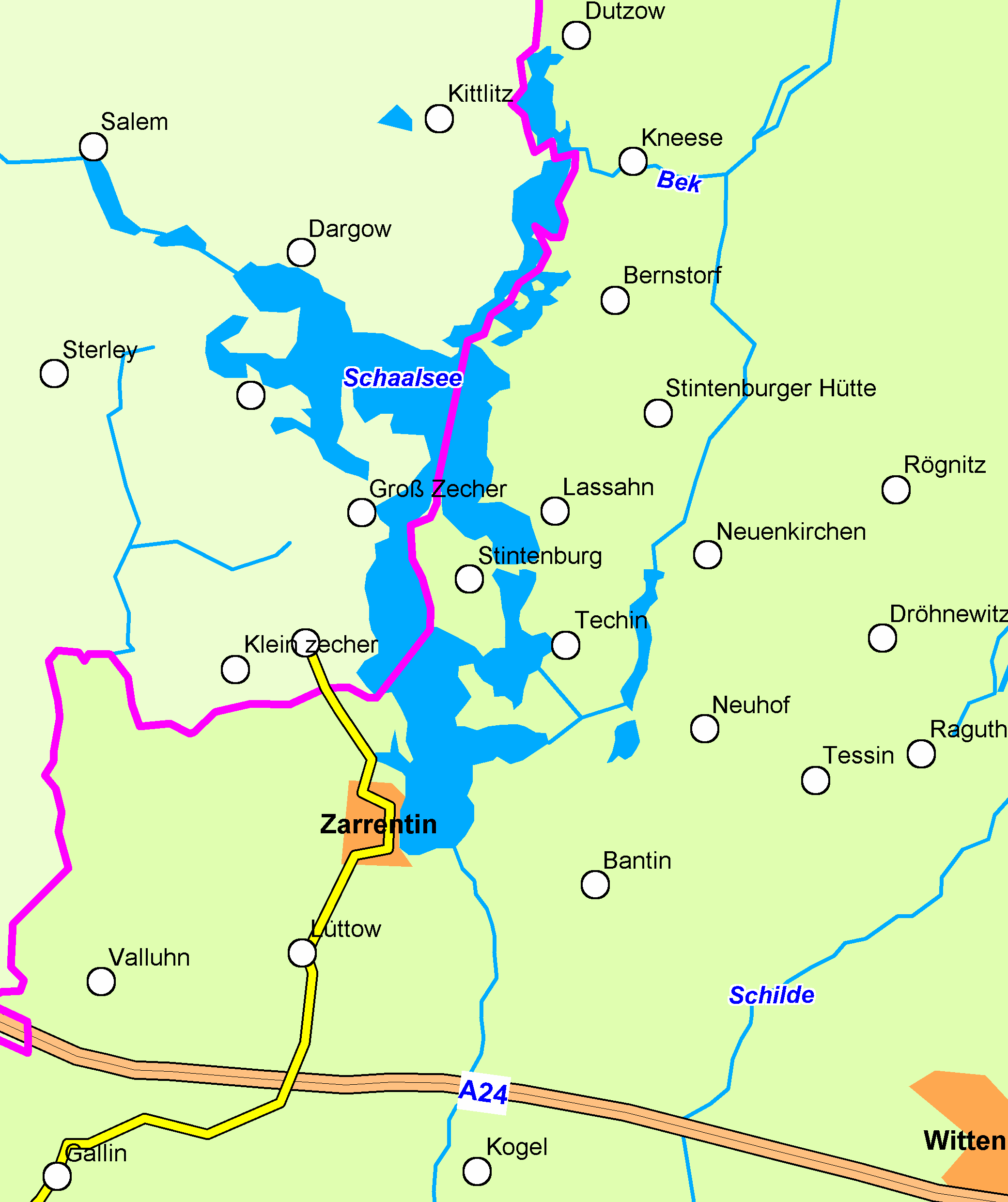
Jezioro Schaalsee